# Октябрьская улица (Серпухов)
Октя́брьская у́лица — улица в городе Серпухове Московской области. Расположена на правом берегу Нары. Расположена в юго-западной части города на месте бывшей Владычной слободы в одноимённом с указанной монастырской слободой историческом районе.
Октябрьская улица берёт начало в частном секторе недалеко от русла Нары, откуда следует на юго-запад, пересекаясь с Пролетарской улицей, улицей Карла Маркса, Октябрьским переулком, улицей Народного ополчения, после чего поворачивает на юго-юго-запад и идет, оставляя справа бор, через перекрёстки с переулками Клубным, Малым ударным, 1-м Нарским, 2-м Нарским до пересечения с Бригадной улицей и ворот Владычного монастыря. Затем вдоль стен последнего следует на юг, пересекаясь с Луговой улицей, и заканчивается недалеко от Серпуховского затона на Наре. Длина Октябрьской улицы — около 1650 метров.

## Транспорт

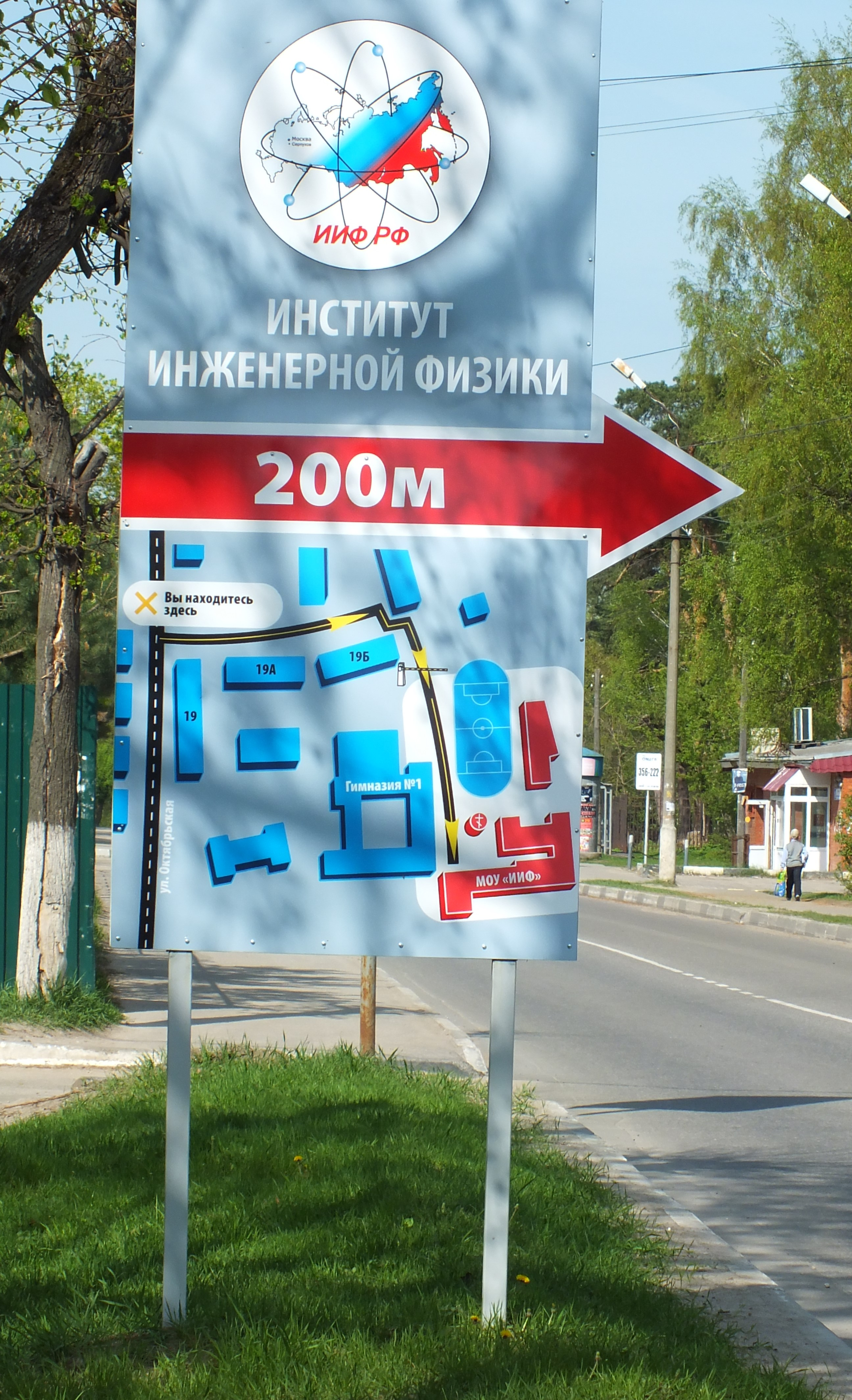
Октябрьская улица, указатель на Институт инженерной физики

Октябрьская улица является главной улицей исторического района Владычная слобода, по ней осуществляется движение общественного транспорта (автобусный маршрут № 4). Интенсивность автомобильного движения средняя.

## Здания и объекты
На Октябрьской улице расположен Введенский Владычный монастырь, исторический памятник федеральной категории охраны (Ф-176). С запада к улице примыкает сосновый бор, являющийся популярным местом отдыха горожан.